# 贞丰柿
贞丰柿（学名：Diospyros zhenfengensis）为柿科柿属下的一个种。

## 扩展阅读
- 維基物種上的相關：贞丰柿